# Croix de fer
Ne doit pas être confondu avec Croix de fer (Belgique).
Pour les articles homonymes, voir Croix de fer (homonymie).
La croix de fer (en allemand : Eisernes Kreuz) est une décoration militaire de guerre d'abord prussienne, puis allemande, créée en trois classes par le roi Frédéric-Guillaume III de Prusse le 10 mars 1813 à Breslau lors des guerres napoléoniennes. La première croix de fer fut donnée à titre posthume par Frédéric-Guillaume III à son épouse Louise.
La fondation de la croix de fer est renouvelée par le roi Guillaume Ier de Prusse avec le déclenchement de la guerre franco-allemande le 19 juillet 1870.
Au début de la Première Guerre mondiale, Guillaume II renouvelle sa fondation le 5 août 1914. En sa qualité d’empereur allemand, il fait de la croix de fer un quasi-ordre allemand par le biais d’une pratique de distribution à grande échelle.
Avec sa quatrième fondation au début de la Seconde Guerre mondiale par le chancelier national-socialiste Adolf Hitler, la croix de fer devient officiellement, le 1er septembre 1939, une distinction allemande qui doit d’abord être décernée en quatre classes.
Au XXIe siècle et depuis sa création au milieu des années 1950, la croix de fer stylisée est utilisée comme symbole de la Bundeswehr, les forces armées de la République fédérale allemande.

## Insigne à croix pattée
La croix pattée noire à liséré blanc figure sur les étendards de l'Empire allemand, puis de la république de Weimar. Elle apparaît en 1916 sur les aéronefs militaires de l’Empire allemand et de l'Autriche-Hongrie. Pendant la Première Guerre mondiale[réf. souhaitée], puis à partir de 1935 (année de création de la Wehrmacht), elle est remplacée par la Balkenkreuz sur tous les engins militaires (véhicules, avions, navires). En 1956, la croix pattée noire devient l’emblème de la Bundeswehr (Heer, Luftwaffe et Deutsche Marine) et apparaît sur tous les engins militaires ; les couleurs blanc et noir sont remplacées par du gris et du bleu[réf. souhaitée] après la réunification allemande (1990).

## Décoration militaire
La décoration militaire de la croix de fer fut conçue par l'architecte néo-classique Karl Friedrich Schinkel. Elle comprend quatre pointes évasées symétriques réalisées traditionnellement en acier (en zinc et aluminium après 1980). Le symbolisme de la décoration s'enracine dans celui de la croix pattée noire des chevaliers Teutoniques et des chevaliers templiers. Elle fut remise au sommet de la porte de Brandebourg à Berlin lors de la réunification allemande.
Comme la Légion d'honneur créée par Napoléon, la croix de fer, figurant depuis 1813 parmi les plus hautes distinctions militaires allemandes, pouvait être attribuée sans distinction de grade ou de catégorie sociale, ce qui contribua à sa popularité. Toutefois la majorité des récipiendaires appartient au corps des officiers et aux classes les plus élevées de société. Au même niveau de prestige figurait seulement l'ordre « Pour le Mérite » (aux militaires jusqu'en 1918), mais qui ne fut attribué qu'aux seuls officiers, ainsi que l'ordre prussien de « l'Aigle noir », attribué rarement.
De 1813 à 1918 on distingua trois classes :
- la croix de fer de 2e classe (avec un ruban) ;
- la croix de fer de 1re classe (avec une agrafe) ;
- la grand-croix (Grosskreuz) de la croix de fer.

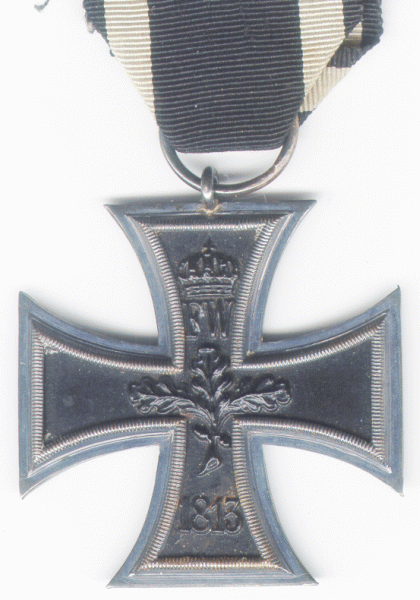
Croix de fer de 1813.
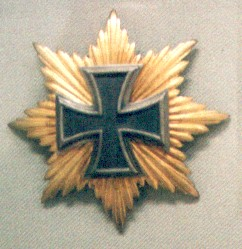
Blücherstern (« étoile de Blücher »).

## Historique
La croix de fer à ruban noir fut créée en 1813 après la campagne de Russie pour récompenser les soldats prussiens engagés dans la guerre contre l'empire français de Napoléon Bonaparte.
Pour les non-combattants il exista une version avec un ruban blanc (ainsi qu'en 1870 et en 1914). La croix de fer était alors ornée de feuilles de chêne au centre, du nombre « 1813 » dans le bas et les initiales de Frédéric-Guillaume (FW) dans le haut, le tout en relief.

### 1866
Lors de la Guerre austro-prussienne de 1866, la décoration ne fut pas attribuée.

### 1870
La croix de fer a été rétablie une première fois le 19 juillet 1870 par Guillaume Ier pendant la guerre franco-allemande afin de récompenser la bravoure militaire. Le motif ornemental initial fut conservé au verso et au recto figuraient, toujours en relief, une couronne dans le haut, le nombre "1870" dans le bas et un "W" pour Guillaume (Wilhelm en allemand).

La croix de fer en 1870 pour la guerre franco-allemande
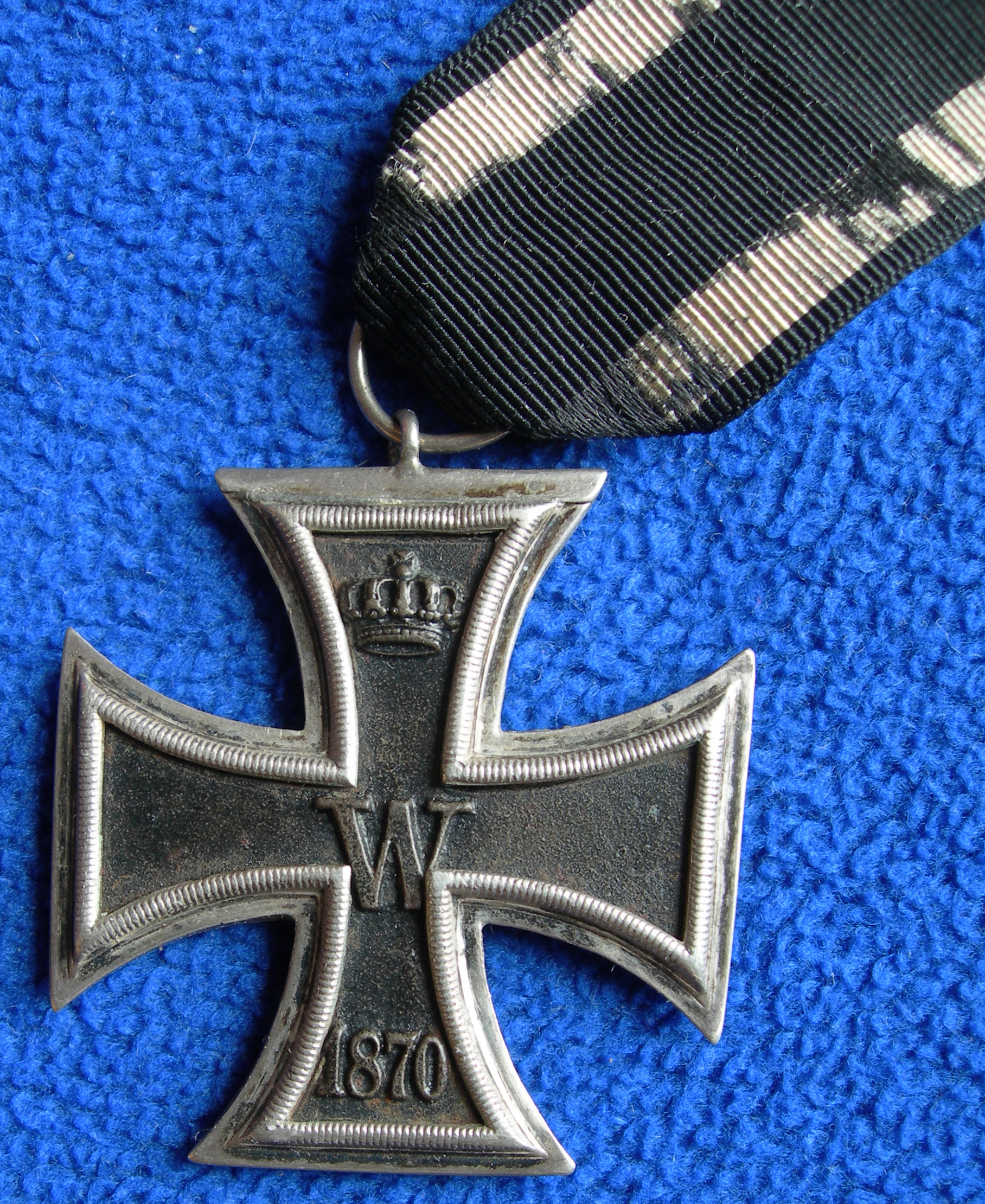
Croix de fer de 2e classe.
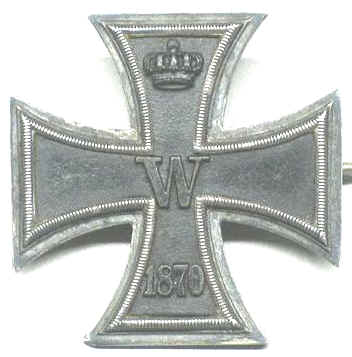
Croix de fer de 1re classe.

### 1914-1918
La croix de fer a été rétablie une seconde fois le 5 août 1914 par Guillaume II pendant la Première Guerre mondiale. Le motif ornemental initial fut conservé au verso et au recto figuraient, toujours en relief, une couronne dans le haut, le nombre « 1914 » dans le bas et un « W » pour Guillaume (Wilhelm en allemand). On instaura aussi la classe pour les non-combattants (les couleurs du ruban sont inversées). La décoration perdit un peu de son prestige lors de ce conflit car elle fut attribuée environ 5 millions de fois pour la 2e classe et 218 000 fois pour la première classe.

La croix de fer en 1914 pour la Première Guerre mondiale
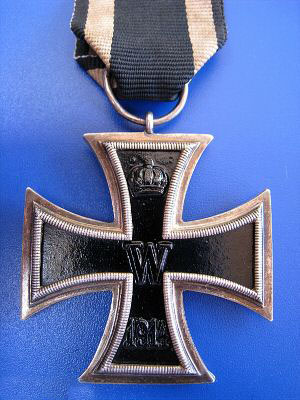
Croix de fer de 2e classe.
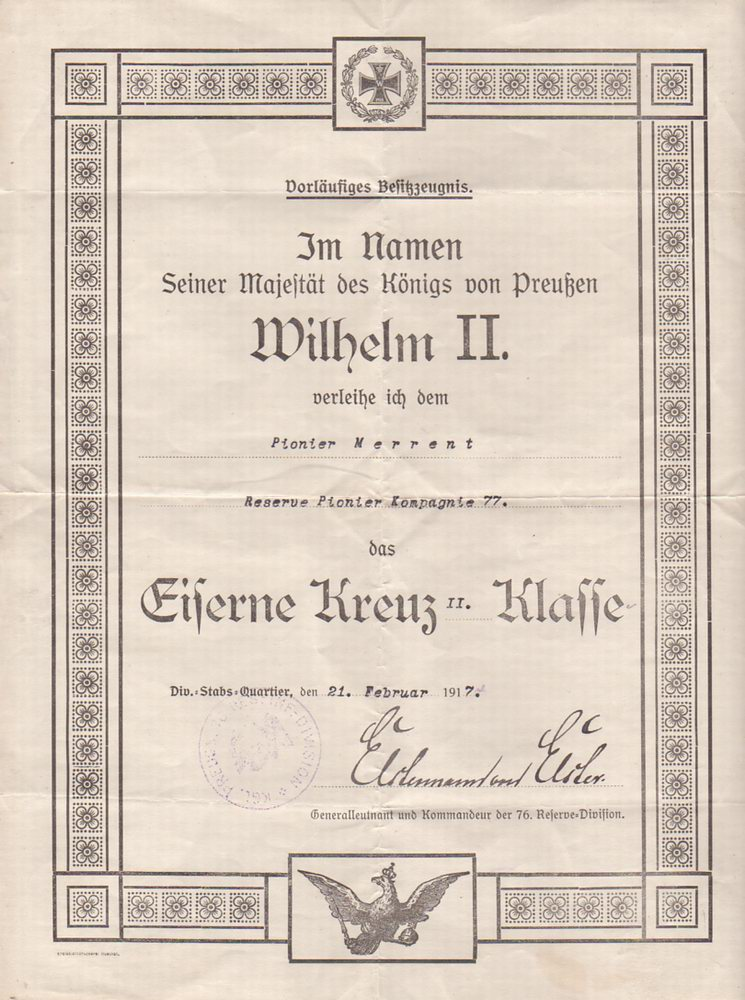
Exemple de document (daté du 21 février 1917) officialisant l'attribution (ici provisoire) d'une croix de fer de 2e classe.
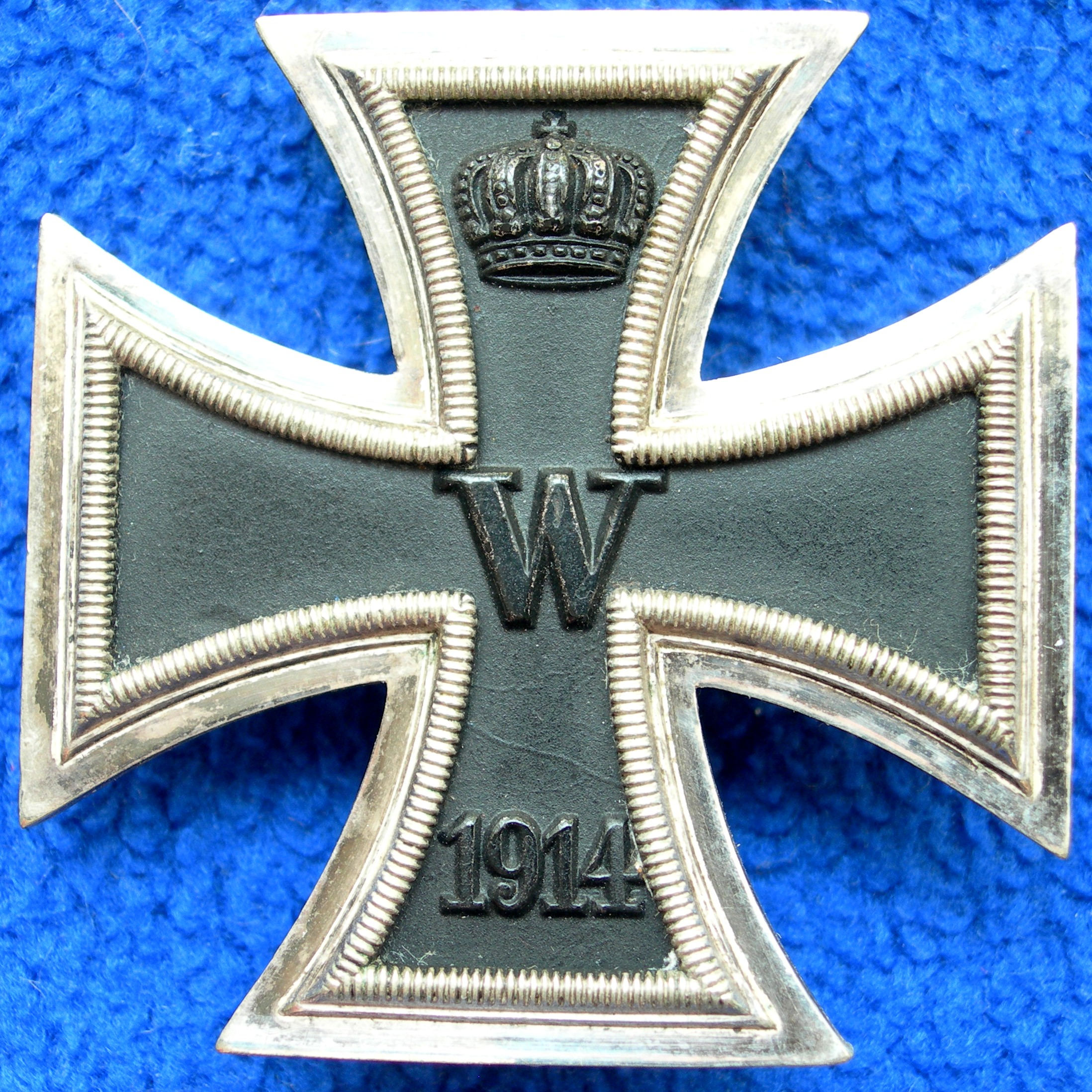
Croix de fer de 1re classe.
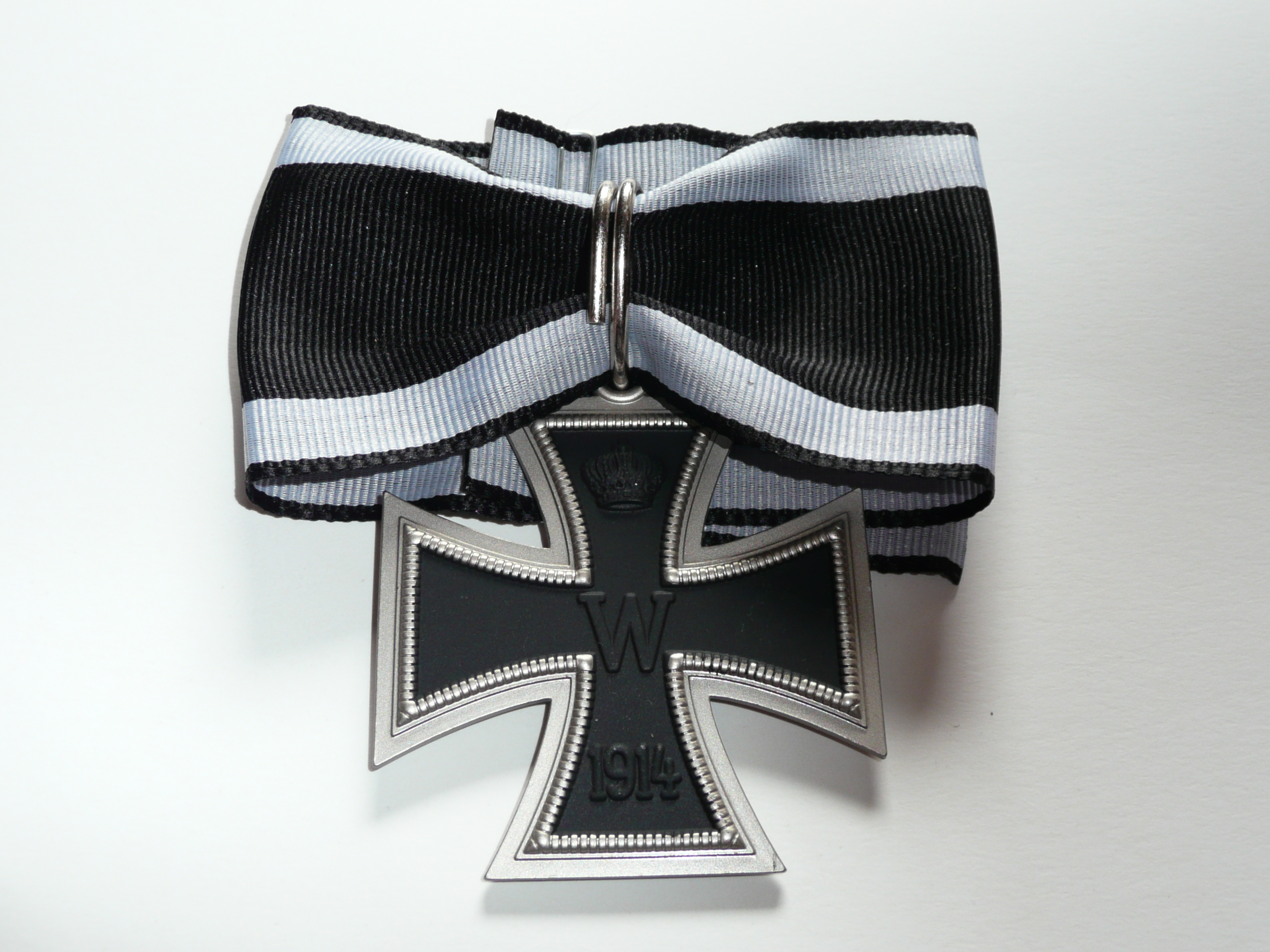
La grand-croix.
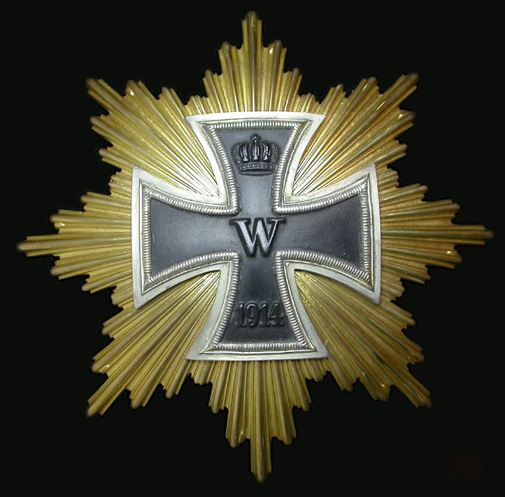
Étoile de grand-croix de la croix de fer.

### 1939-1945
Adolf Hitler fut décoré de la croix de fer en 1918 : il l'arborait sur son uniforme et rétablit cette récompense le 1er septembre 1939, instituant quatre niveaux :
- croix de fer 2e classe ;
- croix de fer 1re classe ;
- croix de chevalier de la croix de fer ;
- grand-croix de la croix de fer.

La croix de fer en 1939 pour la Seconde Guerre mondiale
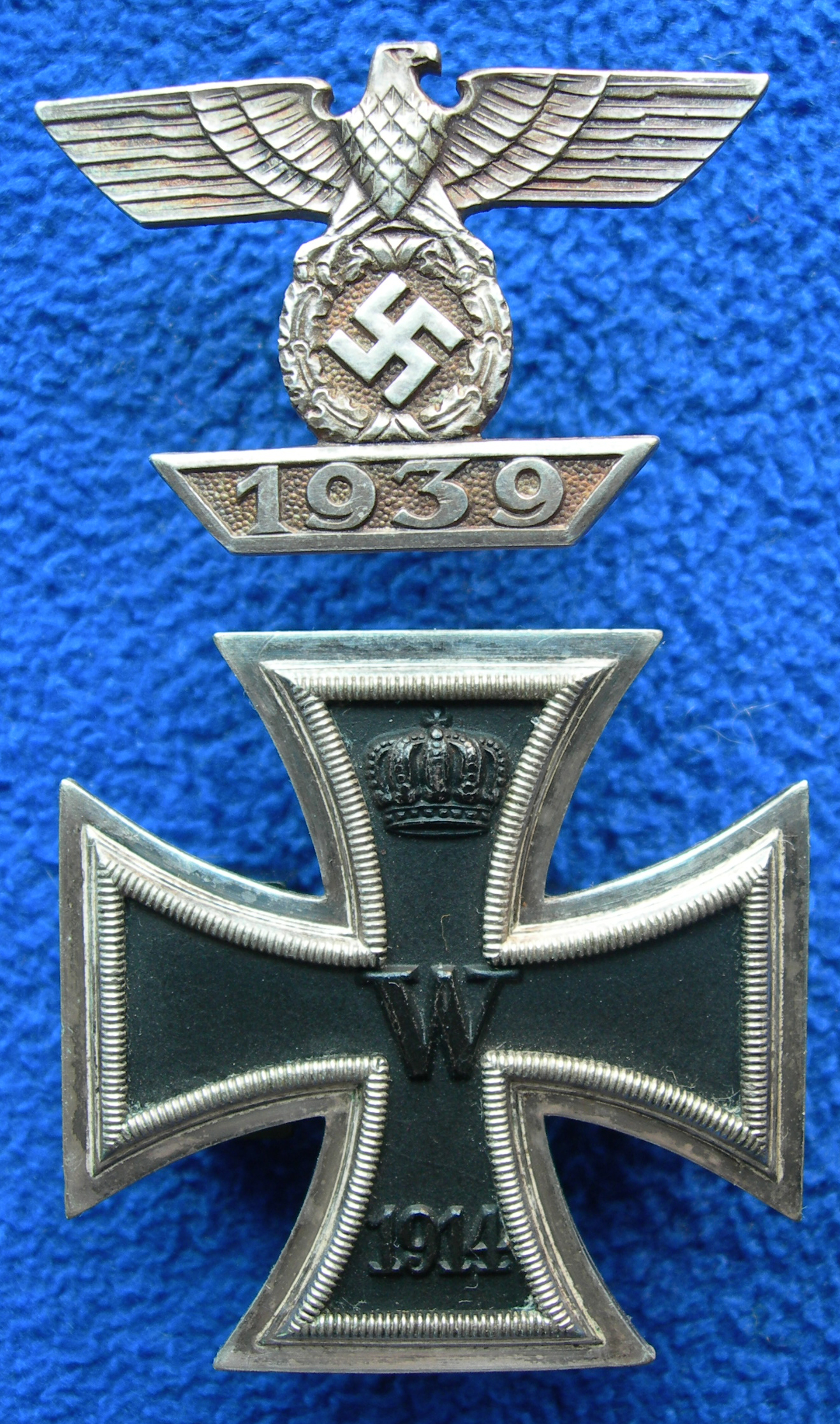
Une croix de fer 1914 de 1re classe avec l'agrafe « 1939 ».
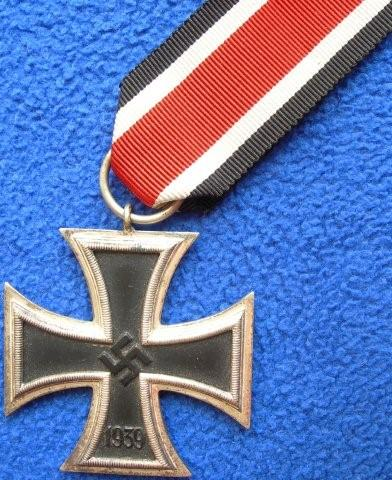
Croix de fer de 2e classe.
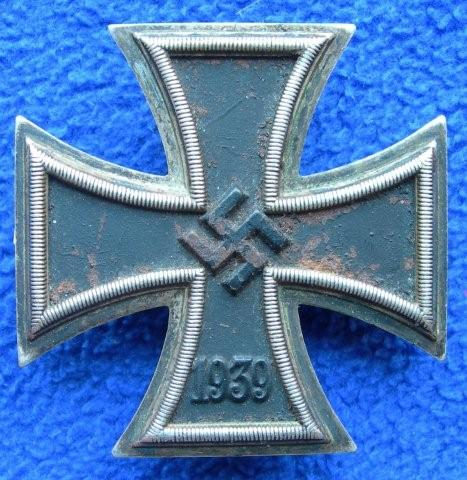
Croix de fer de 1re classe.
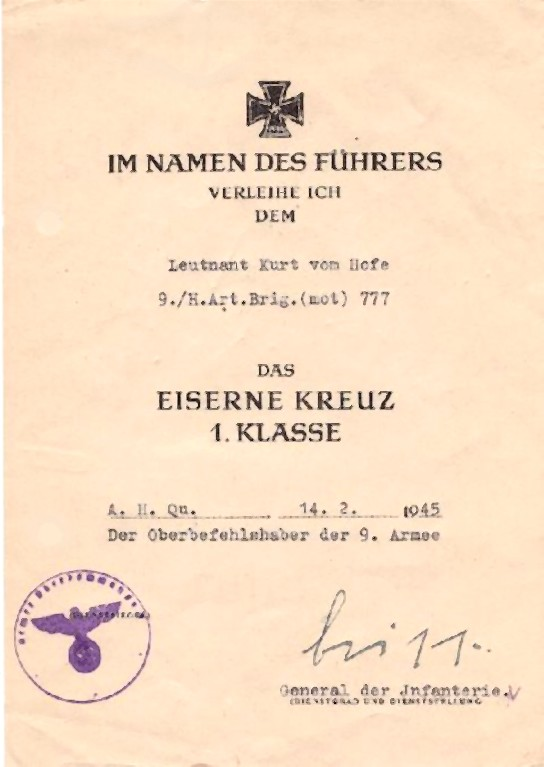
Exemple de document (daté du 14 février 1945) officialisant l'attribution d'une croix de fer de 1re classe.

Au verso de la médaille ne figurait plus que le nombre « 1813 » dans le bas et au recto figuraient une croix gammée au centre ainsi que le nombre 1939 dans le bas. Le ruban était à la couleur du Reich, noire, blanche et rouge. Du fait de cette utilisation intensive du régime hitlérien pendant de nombreuses années avec les symboles nazis, la croix de fer noire fait toujours partie de la liste des symboles régulièrement utilisés par les groupes néo-nazis.
La loi, en rétablissant les croix de 2e et de 1re classe en 1939, crée également un nouveau type d'insigne, les « agrafes » (Spangen) destinées aux personnels qui se voient attribuer la croix de fer « 1939 » et qui sont déjà titulaires de la croix de fer « 1914 ». Dans ce cas, cet insigne se fixe sur le ruban de la croix de fer « 1914 » pour le modèle de 2e classe ou, dans le cas de la croix de fer de 1re classe, sur la poitrine au-dessus de la croix de fer de 1re classe « 1914 ».
On peut également noter que la croix de fer de 2e classe ne se porte « en grand » (ruban + insigne) que le jour même de la remise. Ensuite le récipiendaire ne porte plus que le ruban à la boutonnière ou sur la barrette de rubans.
L'attribution de la croix de fer « 1939 » ne sera pas limitée par l'âge ou le sexe, ni même par la nationalité.
La loi du 1er septembre 1939 sera modifiée à trois reprises par des ordonnances instituant quatre classes intermédiaires entre la croix de chevalier de la croix de fer et la grand-croix :
- croix de chevalier avec feuilles de chêne, le 3 juin 1940 ;
- croix de chevalier avec feuilles de chêne et glaives ; ainsi que
- croix de chevalier avec feuilles de chêne, glaives et brillants, le 4 octobre 1941 ;
- croix de chevalier avec feuilles de chêne et glaives en or et brillants, le 29 décembre 1944.

La croix de chevalier de la croix de fer instaurée en 1939 pour la Seconde Guerre mondiale, avec ses classes instituées progressivement
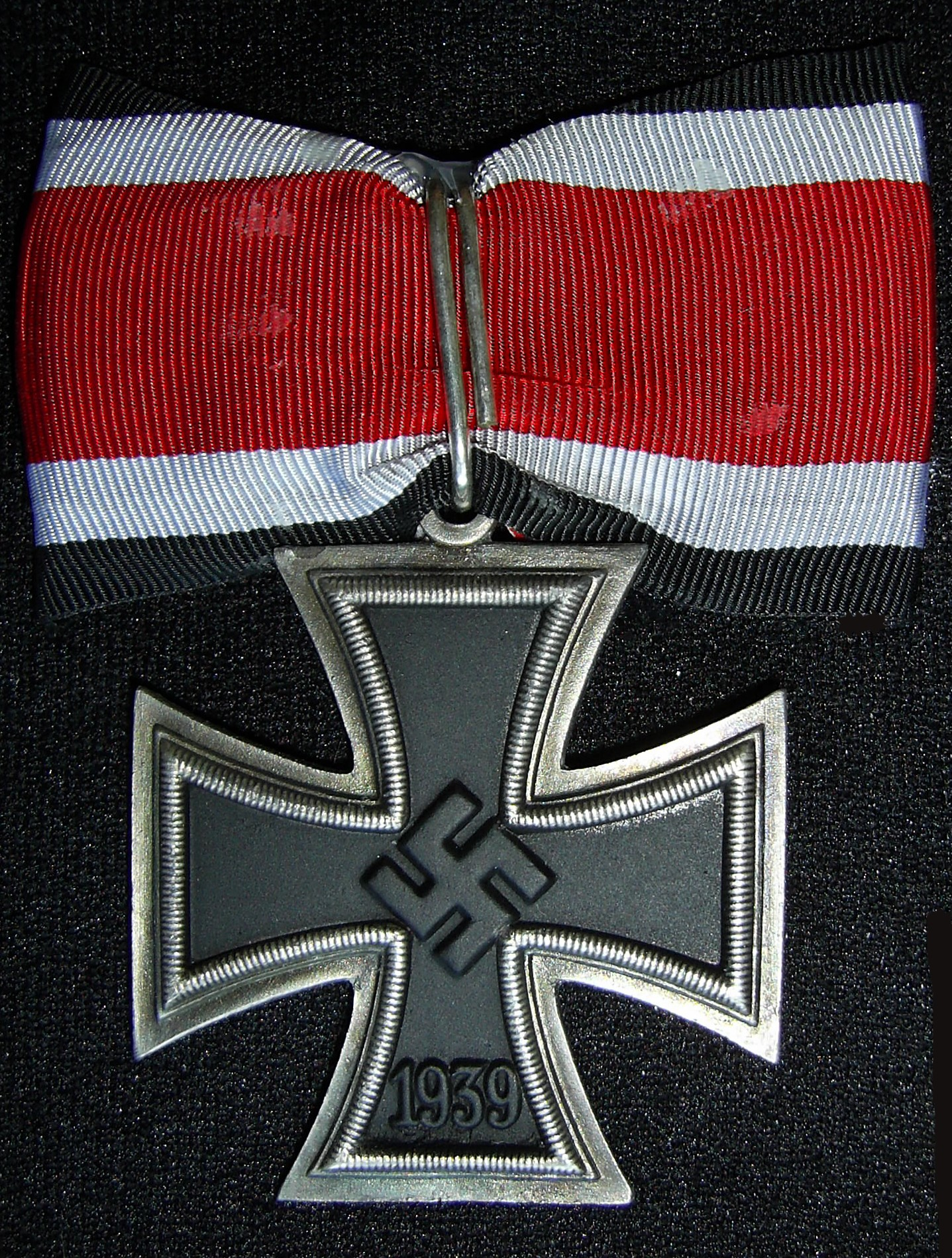
Croix de chevalier de la croix de fer.
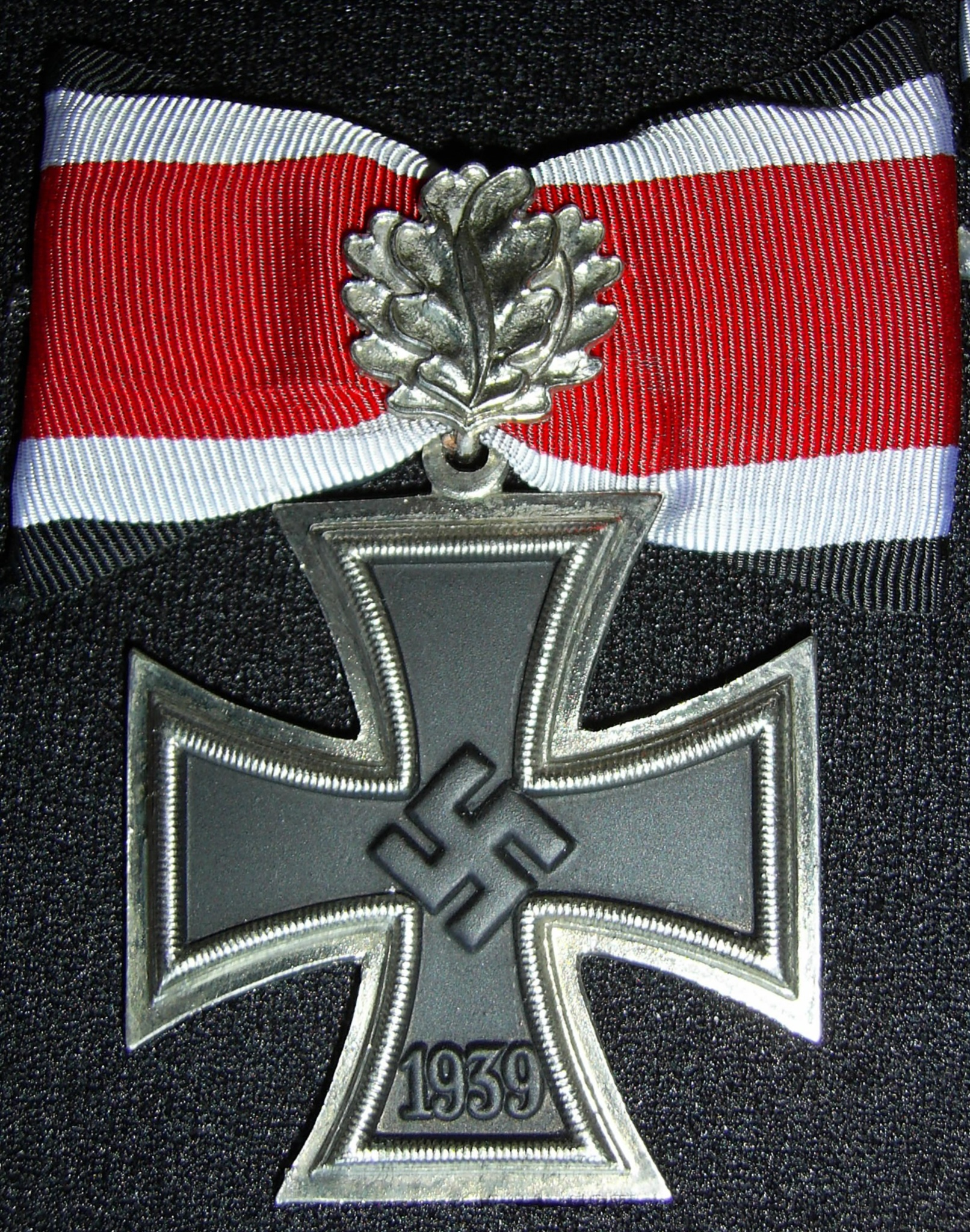
Croix de chevalier de la croix de fer avec feuilles de chêne.
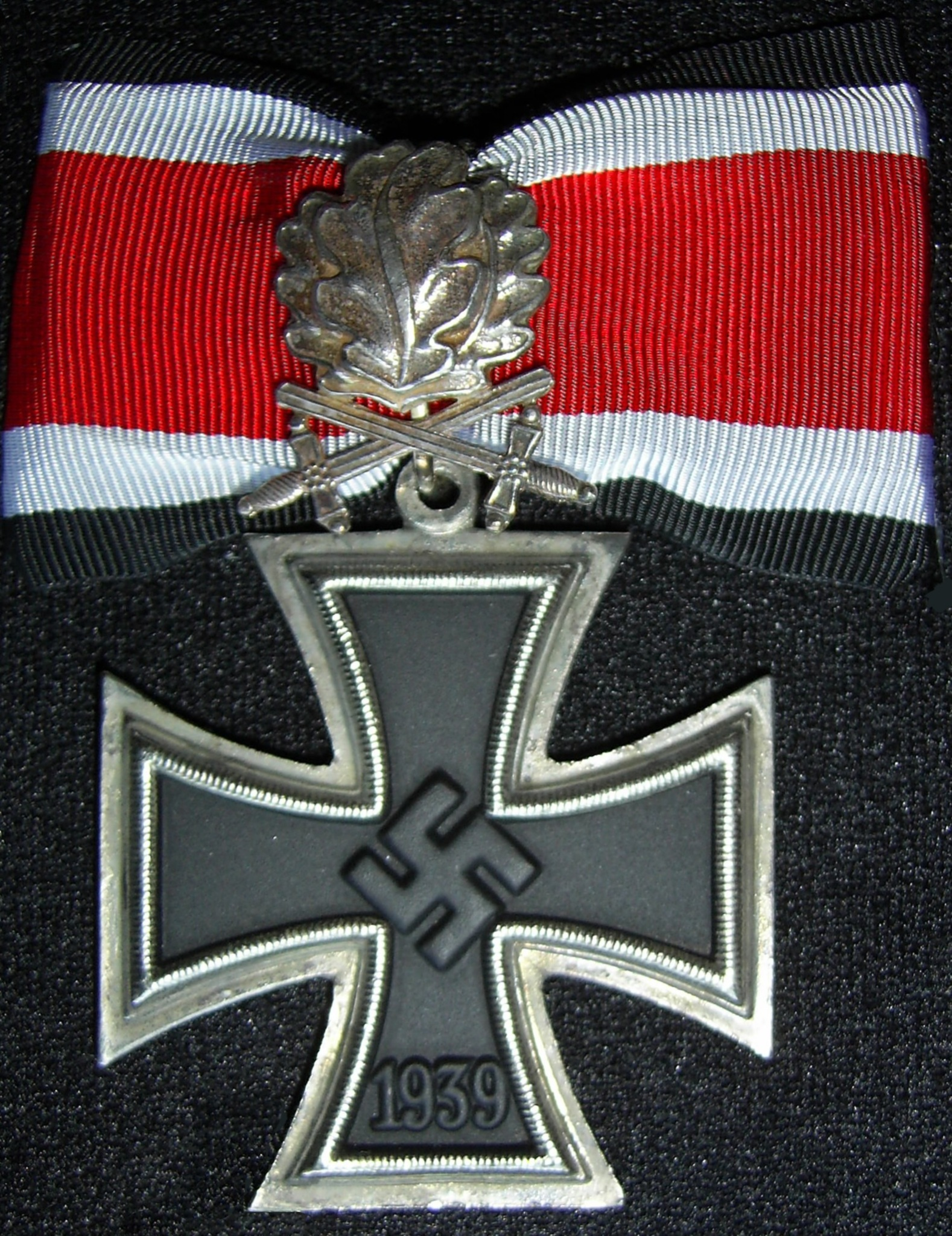
Croix de chevalier de la croix de fer avec feuilles de chêne et glaives.
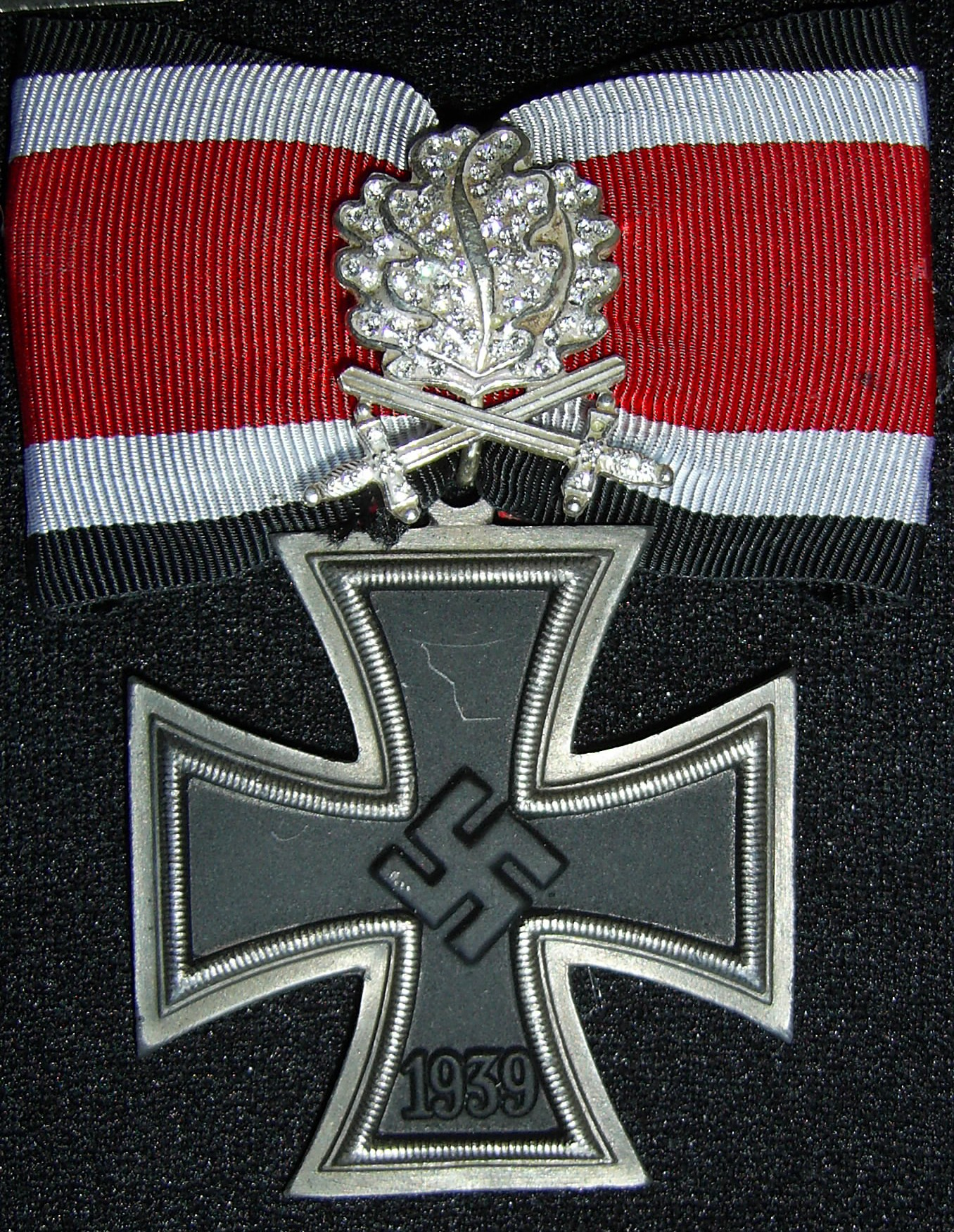
Croix de chevalier de la croix de fer avec feuilles de chêne, glaives et brillants.
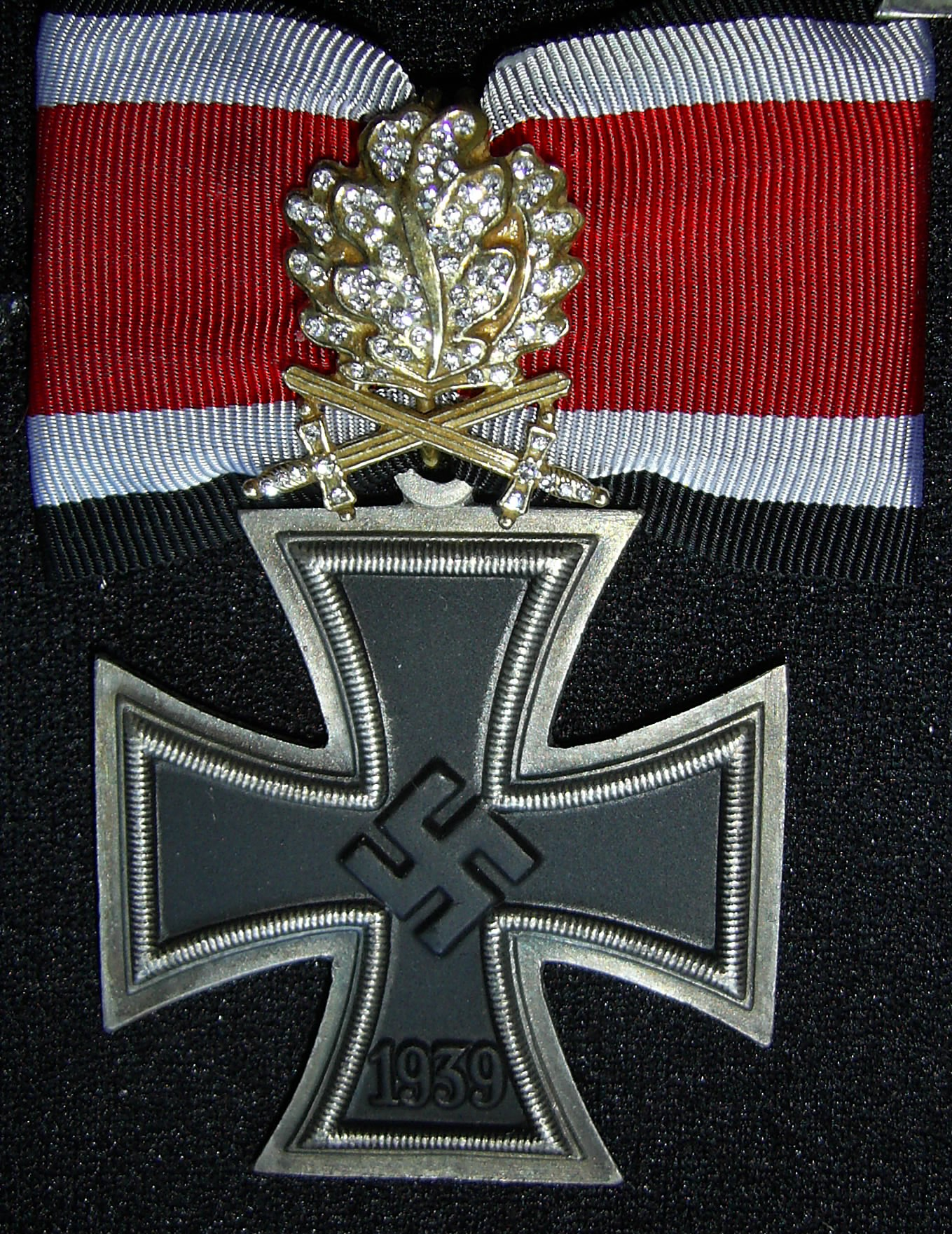
Croix de chevalier de la croix de fer avec feuilles de chêne et glaives en or, et brillants.

Il était prévu d'ajouter une nouvelle dignité qui devait être créée par Hitler une fois que le conflit aurait été remporté par l'Allemagne : l’étoile de la grande croix de l'ordre de la croix de fer.

### Depuis 1945

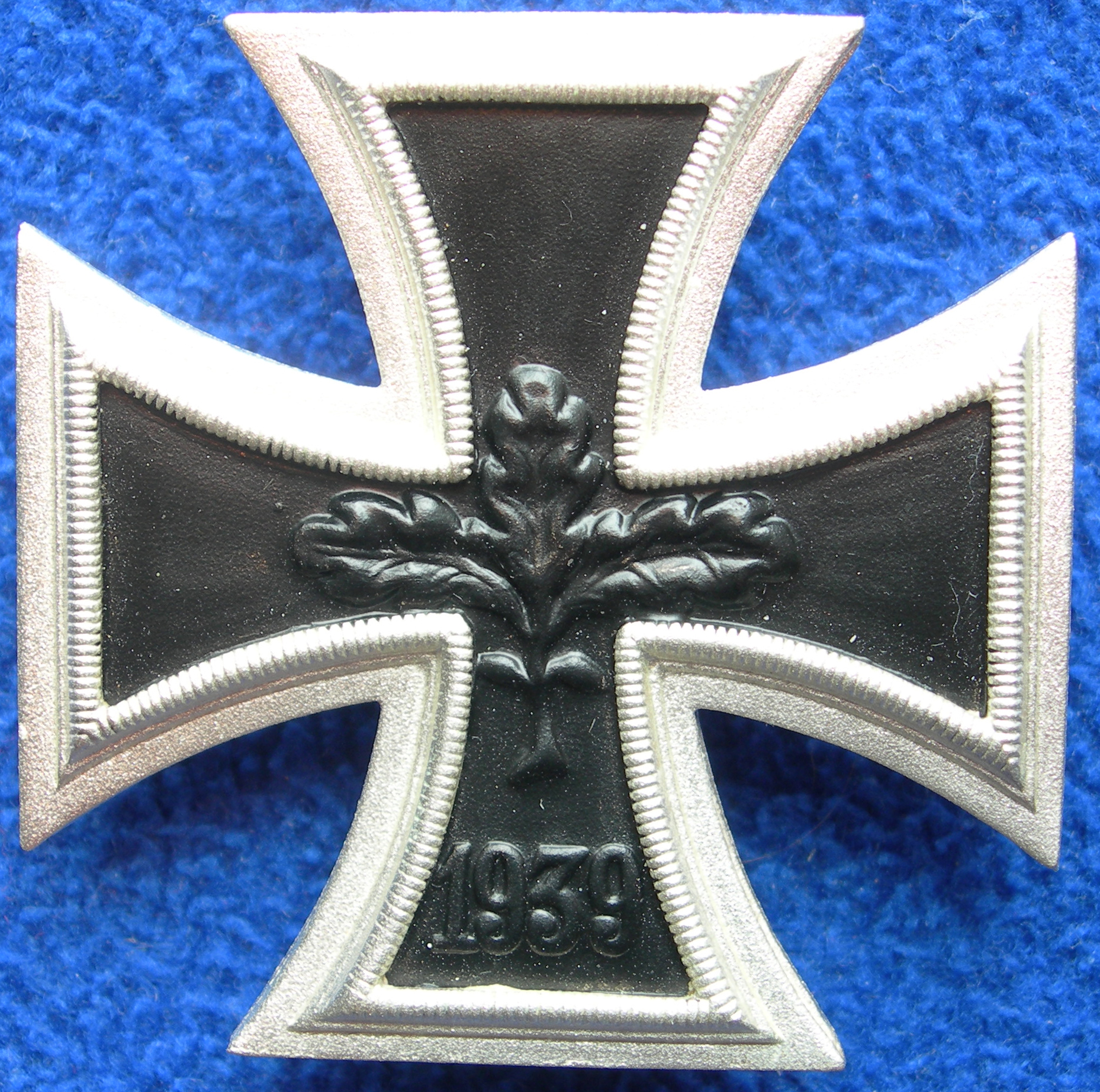
Croix de fer de 1re classe 1939 dans la version de 1957.

Logo de la Bundeswehr.

La loi du 26 juillet 1957 permit aux anciens combattants décorés de la croix de fer de la porter, avec le modèle 1813, des feuilles de chêne et non la croix gammée.
La Ehrenzeichen der Bundeswehr, médaille de l'armée allemande actuelle, reprend la forme de la croix pattée, mais comme la croix de fer est une décoration de période de guerre, aucune n'a été remise depuis mai 1945, ce qui n'a pas empêché qu'une polémique voie le jour en 2008, quand il fut question d'attribuer à nouveau la croix de fer « modernisée » aux unités ayant servi à l'étranger sous mandat de l'OTAN.

## Récipiendaires
Il y eut deux récipiendaires pour la décoration étoile-grand-croix de la croix de fer :
- Generalfeldmarschall Blücher (1813) ;
- Generalfeldmarschall Paul von Hindenburg (1918).

Ces deux maréchaux bénéficièrent « pour leurs mérites exceptionnels » d'une décoration de classe non prévue initialement et connue sous le nom de Blücherstern (« l'étoile de Blücher »), constituée d'une croix de fer fixée sur une étoile dorée à huit branches.
La grand-croix de la croix de fer fut décernée :
- 5 fois en 1813 ;
- 9 fois en 1870 et 7 fois en 1871 ;
- 5 fois durant la Première Guerre mondiale :
  - Generalfeldmarschall Paul von Hindenburg le 9 décembre 1916,
  - Kaiser Guillaume II le 11 décembre 1916,
  - Generalfeldmarschall August von Mackensen, le 9 janvier 1917,
  - Generalfeldmarschall prince Léopold de Bavière, le 4 mars 1918,
  - général Erich Ludendorff, le 24 mars 1918.

L'un des détenteurs les plus connus des croix de fer décernées entre 1914 et 1918 fut le soldat Adolf Hitler, titulaire de la croix de fer « 1914 » de première classe.
Quant au nombre de croix de fer décernées entre 1939 et 1945, on avance le nombre de :
- env. 2 300 000 pour la croix de fer de 2e classe (dont 39 femmes, essentiellement des infirmières dont Ilse Schulz (uk), Grete Fock, et Elfriede Wnuk (uk)) ;
- env. 300 000 pour la croix de fer de 1re classe (dont une seule femme, le Flugkapitän Hanna Reitsch) ;
- 7 313 pour la croix de chevalier ;
- 883 pour la croix de chevalier avec feuilles de chêne ;
- 159 pour la croix de chevalier avec feuilles de chêne et glaives ;
- 27 pour la croix de chevalier avec feuilles de chêne, glaives et brillants (la première fut décerné au pilote de chasse Werner Mölders en 1941 pour sa centième victoire) ;
- 1 (Hans-Ulrich Rudel, pilote de Stuka) pour la croix de chevalier avec feuilles de chêne et glaives en or, et brillants instituée par Hitler le 29 décembre 1944 comme la plus haute distinction de combat du Troisième Reich ; il prévoyait d'en attribuer douze au total[1] ;
- 1 (Hermann Göring) pour la grand-croix de l'ordre de la croix de fer 1939 : rétablie par Hitler le 1er septembre 1939, pour récompenser Göring des actions de la Luftwaffe pendant la bataille de France. Le Reichsmarschall affecta de ne plus porter cette décoration après la débâcle de la bataille d'Angleterre et du désastre de Stalingrad. L'insigne original a disparu dans le bombardement de sa maison.

Pour les activités « derrière les lignes », comme les plans de guerre et l'effort de guerre, la médaille habituelle était la Médaille du mérite.
Afin de pouvoir continuer à décorer les soldats titulaires des deux premières classes de l'ordre de la croix de fer mais ne remplissant pas les conditions pour l'obtention de la croix de chevalier alors qu'ils continuaient à faire preuve d'engagement, de bravoure et de sens du devoir, Adolf Hitler institua la croix allemande, située dans l'ordre d'attribution entre la croix de fer de 1re classe et la croix de chevalier de la croix de fer, avec deux classes distinctes or et argent.
Décernées au début de la guerre lors de cérémonies particulières, ces distinctions sont décernées au cours de cérémonies routinières en 1944, si routinières que la propagande n'en fait plus état.

### Titulaires de la croix de chevalier de la croix de fer avec feuilles de chêne, glaives et brillants

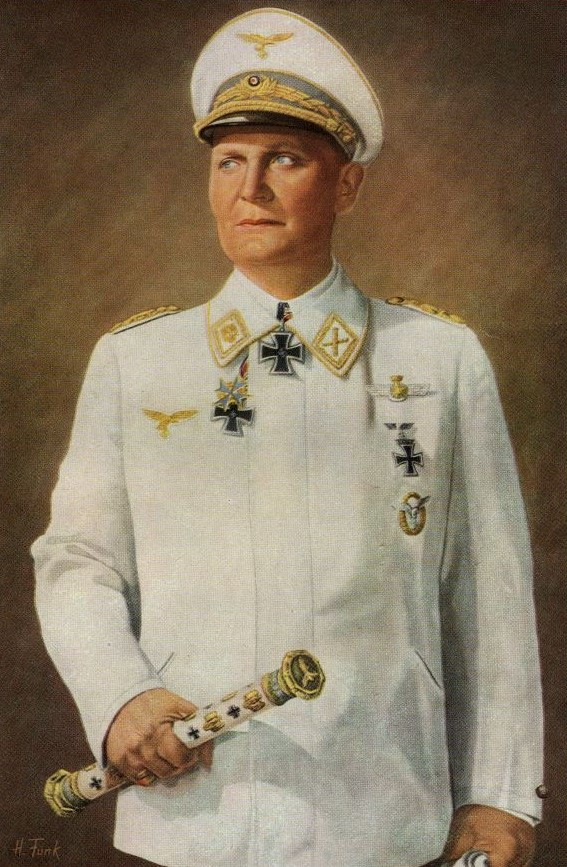
Hermann Goering avec les plus hautes distinctions de la Croix de Fer.

### Pilotes
- Oberst (Colonel) Werner Mölders (15 juillet 1941)
- Generalleutnant (Général de division) Adolf Galland (28 février 1942)
- Oberst (Colonel) Gordon M. Gollob (3 août 1942)
- Hauptmann (Capitaine) Hans-Joachim Marseille (3 septembre 1942)
- Oberst (Colonel) Helmut Lent (7 juillet 1944)
- Major (Commandant) Heinz-Wolfgang Schnaufer (14 octobre 1944)
- Major Walter Nowotny (19 octobre 1943)
- Oberst (Colonel) Hans-Ulrich Rudel (Diamants: 29 mars 1944, Feuilles de chêne dorées : 1er janvier 1945)
- Major (Commandant] Erich Hartmann (8 août 1944)
- Oberst (Colonel) Hermann Graf (16 septembre 1942)

Le Reichsmarschall Hermann Göring n'a jamais obtenu le diamant. Il était l'un des premiers militaires à avoir eu la croix de chevalier de la croix de fer en 1939 et le seul à avoir obtenu la grand' croix de fer en 1940.

### Capitaines de sous-marins
Capitaines de sous-marins de la marine de guerre allemande (Kriegsmarine) :
- Kapitän zur See Wolfgang Lüth (11 août 1943)
- Capitaine de frégate (Fregattenkapitän) Albrecht Brandi (21 novembre 1944)

### Maréchaux
Maréchaux (Generalfeldmarschälle) :
- Erwin Rommel (11 mars 1943)
- Albert Kesselring (19 juillet 1944)
- Walter Model (17 août 1944)
- Ferdinand Schörner (1er janvier 1945)

### Généraux
- Generalmajor Adelbert Schulz (9 janvier 1944)
- SS-Obergruppenführer Herbert Otto Gille (19 septembre 1944)
- General der Fallschirmtruppe Hermann-Bernhard Ramcke (19 septembre 1944)
- Generalleutnant Theodor Tolsdorff (18 mars 1945)
- Generalleutnant Dr Karl Mauss, DDS (15 avril 1945)
- General der Panzertruppen Dietrich von Saucken (8 mai 1945)
- General der Panzertruppen Hermann Balck (31 août 1944)
- General der Panzertruppen Hasso von Manteuffel (18 février 1945)
- Generalleutnant Hyazinth Graf Strachwitz (15 avril 1944)
- SS-Oberstgruppenführer Sepp Dietrich (6 août 1944)
- Generaloberst Hans-Valentin Hube (20 août 1944)

### Officiers SS
- Bernhard Griese, officier Sturmbannführer de la Schutzstaffel (SS)

### Récipiendaires étrangers
- Eddie Chapman (1914-1997) citoyen britannique, agent double, reçut la croix de fer pour actions de sabotage (simulées) sur le sol anglais. Il est le seul Anglais à avoir reçu cette distinction depuis la fin de la guerre franco-allemande de 1870.

- Joan Pujol, dit Garbo, citoyen espagnol et agent du MI5 impliqué dans des actions de désinformation vis-à-vis de l'Allemagne au profit des Britanniques, a reçu la croix de fer le 29 juillet 1944 et également la médaille de l'ordre de l'Empire britannique le 25 novembre 1944 pour les services rendus à la cause alliée.
- Ion Antonescu, dictateur roumain pendant la Seconde Guerre mondiale.

## La croix de fer dans la culture populaire d'après-guerre
En 1977, Sam Peckinpah réalisa le film Croix de fer, dont l'histoire raconte la fascination du capitaine Stransky envers cette décoration militaire. Celui-ci est prêt à sacrifier ses hommes pour obtenir la croix de fer de 1re classe.
En dehors de l'armée allemande, la croix de fer a été adoptée comme signe de ralliement par beaucoup de gangs, chez certains bikers, chez les Skinheads néonazis et d'autres groupes fascinés par l'imagerie martiale germanique, dont aussi la Swastika nazie. D'autres prétendent la confondre avec la croix de Malte. Ed Roth créa des accessoires pour bikers dérivés des trophées de la Seconde Guerre mondiale, qui incluent le Stahlhelm.
Le chanteur et leader du groupe Metallica, James Hetfield, possède une version personnalisée de la guitare électrique ESP Eclipse (fondée sur la Gibson Les Paul) avec la croix de fer sur l'avant. Cette version est dénommée "ESP JH-6 Iron Cross".
La société West Coast Choppers utilise le contour de la croix en tant que symbole de courage.